# Пилипчук Микола Степанович
Микола Степанович Пилипчук (22 травня 1926, Зелятин — 21 липня 1996, Київ) — український науковець-фтизіатр, пульмонолог, торакальний хірург, педагог. Доктор медичних наук (1962), професор (1964). Один з провідних українських фтизіатрів та пульмонологів, інноватор у цих галузях. Засновник органозберігального напрямку у легеневій хірургії, розробник способів діагностики захворювань легень, методики внутрішньовенного введення протитуберкульозних засобів тощо.
Учасник німецько-радянської війни, зв'язковий партизанського загону, пізніше — капітан медичної служби. Брав участь у військових операціях 3-го Білоруського фронту. Нагороджений понад 10-ма медалями та орденами.
Після завершення війни, протягом майже 45 років — професор Київського медичного інституту (1952—1996), з яких 36 років — завідувач кафедри фтизіатрії. Засновник власної наукової школи, з якої вийшли понад 60 докторів та кандидатів наук. Заслужений діяч науки і техніки України (1991), посмертний лауреат Державної премії України в галузі науки і техніки (1997). Автор понад 250 наукових робіт, зокрема близько 10 авторських свідоцтв на винаходи.

## Життєпис
Народився 22 травня 1926-го року у селі Зелятин (нині не існує; згідно інших даних — у селі Вулька) Поліського воєводства Польської Республіки (нинішня територія Білорусі). За походженням — білорус.
З початком німецько-радянської війни, ще не досягнувши призовного віку, служив зв'язковим у партизанському загоні. У 1944-му році призваний до лав Червоної армії у складі 3-го Білоруського фронту. На фронті захворів на туберкульоз, через що був демобілізований раніше строку вже після завершення війни.
Військову службу завершив у званні капітана медичної служби, нагороджений понад 10-ма медалями та орденами, зокрема орденом Вітчизняної війни II ступеня.
У 1952-му році з відзнакою закінчив Київський медичний інститут (КМІ), одразу розпочав наукову роботу в інституті. Після закінчення аспірантури у 1955-му році здобув науковий ступінь кандидата медичних наук, захистивши дисертацію на тему «Лечение больных туберкулезом легких торакопластикой в сочетании со стрептомицином, пенициллином, ПАСК и фтивазидом» (науковий керівник — професор Володимир Рудін).
У 1960-му році, у 34-річному віці, очолив кафедру фтизіатрії КМІ, через два роки здобув науковий ступінь доктора медичних наук, захистивши дисертацію на тему «Клиническая оценка хирургических методов лечения больных туберкулезом легких». У 1964-му році затверджений у вченому званні професора.
З 1965-го по 1970-й рік — проректор з лікувальної роботи КМІ. Паралельно, обіймаючи дві керівні посади в інституті, займався лікувальною роботою — зокрема, за 44 роки праці в інституті виконав понад 1500 торакальних операцій, регулярно проводив консультації хворих Києва, Черкаської та Чернігівської областей.

Могила Миколи Пилипчука, Байкове кладовище

Помер на 71-му році життя 21 липня 1996-го року. Похований разом з дружиною та сином на Байковому кладовищі (ділянка № 49а, 50°24′59.70″ пн. ш. 30°30′5.2″ сх. д. / 50.4165833° пн. ш. 30.501444° сх. д.), на одній ділянці з колегами та давніми друзями: Василем Мілько, Вадимом Пінчуком, Костянтином Кульчицьким та Віктором Сідельниковим.
У 1997-му році був посмертно нагороджений Державною премією України у галузі науки і техніки «за наукове розроблення і створення системи пульмонологічної допомоги в Україні».

## Наукова діяльність
Автор понад 250 наукових робіт, зокрема близько 10 авторських свідоцтв на винаходи та одного з перших у післявоєнній Україні підручника «Туберкульоз», що був перевиданий 5 разів. Науковий керівник та педагог близько 60-ти докторів та кандидатів наук, зокрема Василя Петренка, Василя Мельника, Раду Процюка, Ольги Пікас тощо.
На посаді завідувача кафедри фтизіатрії заснував власну наукову школу, створив органозберігальний напрямок у легеневій хірургії, розробив способи діагностики захворювань легень, методики внутрішньовенного введення протитуберкульозних засобів. Під керівництвом Миколи Пилипчука у лікувальну практику впроваджений гепарин, метіонін та галаскорбін, налагоджені гемосорбція та ендолімфатична терапія, при резекції легень застосований пневмоперитонеум, модифікований бічний доступ тощо. Заснував успішний студентський науковий гурток, який існує й досі.
Після Чорнобильської катастрофи основну роботу кафедри спрямував на дослідження наслідків трагедії для людського здоров'я. Увійшов у склад робочої групи науковців з «вивчення ролі складових біосфери в циркуляції радіоактивних речовин та дослідження механізмів поєднаної дії іонізуючого випромінювання та хімічних забруднювачів ґрунту на здоров'я населення».
Академік Академії наук вищої школи України, член Міжнародного союзу боротьби з туберкульозом та захворюваннями легень. Член Вищої атестаційної комісії СРСР (протягом десяти років), голова районного товариства «Знання» України (протягом десяти років), голова міського, заступник республіканського, член правління Всесоюзного товариств фтизіатрів.
Член редакційних колегій та рад часописів «Лікарська справа» та «Проблеми туберкульозу», відповідальний секретар першого з них. Заступник редактора міжвідомчого збірника «Туберкульоз».

## Науковий доробок (частковий)
- «Лечение больных туберкулезом легких торакопластикой в сочетании со стрептомицином, пенициллином, ПАСК и фтивазидом»: (По материалам клиники туберкулеза КМИ за 6 лет): диссертация на соискание ученой степени кандидата медицинских наук / Киевский ордена Труд. Красного Знамени мед. ин-т им. акад. А. А. Богомольца. — Киев: [б. и.], 1955.
- «Коллапсохирургия туберкулеза легких» / Н. С. Пилипчук, канд. мед. наук. — Киев: Госмедиздат УССР, 1960. — 162 с. : ил.
- «Объем функциональных исследований и их оценка в связи с показаниями к резекции легкого по поводу туберкулеза» / Кандидаты мед. наук Н. С. Пилипчук, И. М. Слепуха; М-во здравоохранения УССР. Метод. письмо. Киевский ордена Трудового Красного Знамени мед. ин-т им. акад. А. А. Богомольца. — Киев: [б. и.], 1961. — 17 с.
- «Клиническая оценка хирургических методов лечения больных туберкулезом легких»: диссертация на соискание ученой степени доктора медицинских наук / М-во здравоохранения УССР. Харьк. мед. ин-т. — Харьков: [б. и.], 1962.
- «Переливание крови, плазмы и ее заменителей в комплексном лечении больных туберкулезом легких»: (Метод. письмо): Утв. Учен. советом М-ва здравоохранения УССР 13/VII 1964 г. / М-во здравоохранения УССР. Киевский ордена Трудового Красного Знамени мед. ин-т им. акад. А. А. Богомольца ; Сост. д-р мед. наук, проф. Н. С. Пилипчук, врач И. Н. Лопатюк. — Киев: [б. и.], 1964. — 17 с.
- «Хирургия туберкулеза легких и плевры» / Проф. Н. С. Пилипчук. — Киев: Здоров'я, 1965. — 231 с., 7 л. ил. : ил.
- «Туберкулез»: [Учебник для мед. ин-тов]. — Киев: Здоров'я, 1968. — 252 с. : ил.
- «Резекция легких с применением плазмозамещающих растворов и аутокрови»: (Метод. письмо) / М-во здравоохранения УССР. Киевский мед. ин-т им. акад. А. А. Богомольца. — Киев: [б. и.], 1969. — 19 с.
- «Показания и методика инфузионной химиотерапии туберкулеза» [Текст]: (Методическое письмо для врачей-фтизиатров) / Проф. Пилипчук Н. С., доц. Иванюта О. М., д-р мед. наук Ковалив и др.; М-во здравоохранения УССР. Киевский мед. ин-т. Львовский науч.-исслед. ин-т туберкулеза. — Львов: [б. и.], 1970. — 21 с.
- «Побочные реакции при лечении туберкулостатическими препаратами, их профилактика и устранение»: (Метод. рекомендации) / Проф. Пилипчук Н. С., проф. Подусовский В. Ф., канд. мед. наук Харченко Е. Ф. и др.; М-во здравоохранения УССР. — Львов: [б. и.], 1972. — 18 с.
- «Туберкулез»: [Учебник для мед. ин-тов]. — 2-е изд., перераб. и доп. — Киев: Вища шк., 1973. — 239 с. : ил.
- «Атлас резекций легких и пневмонэктомии». — Киев: Здоров'я, 1972. — 159 с.
- «Методы неспецифической терапии больных туберкулезом легких»: (Метод. рекомендации) / Проф. Н. С. Пилипчук, доц. О. М. Иванюта, канд. мед. наук Е. Ф. Харченко; М-во здравоохранения УССР. [Киев. мед. ин-т им. акад. А. А. Богомольца]. — Киев: [б. и.], 1973. — 20 с.
- «Туберкулемы легких, плевры и средостения» / Н. С. Пилипчук, Е. Ф. Харченко, О. М. Иванюта. — Киев: Здоров'я, 1974. — 136 с., 16 л. ил.
- «Внутривенная химиотерапия больных туберкулезом»: Метод. рекомендации / Проф. Н. С. Пилипчук, д-р мед. наук О. М. Иванюта, канд. мед. наук Е. Ф. Харченко; М-во здравоохранения СССР. — Москва: [б. и.], 1974. — 13 с.
- «Внутривенная антибактериальная терапия при заболеваниях туберкулезом и заболеваниями легких» / Н. С. Пилипчук, О. М. Иванюта. — Киев: Здоров'я, 1975. — 136 с., 6 л. ил.
- «Туберкулез»: [Учебник для мед. ин-тов] / Н. С. Пилипчук. — 3-е изд., перераб. и доп. — Киев: Вища школа, 1977. — 311 с. : ил.
- «Медицинская реабилитация после операций на легких». — Киев: Здоров'я, 1978. — 166 с.
- «Применение гепарина в комплексном лечении больных туберкулезом и неспецифическими заболеваниями легких»: Метод. рекомендации / М-во здравоохранения УССР ; [Сост. Н. С. Пилипчуком, Г. А. Подлесных]. — Киев: б. и., 1979. — 11 с.
- «Диагностика и методы коррекции нарушений гемодинамики малого круга у больных туберкулезом и неспецифическими заболеваниями легких»: (Метод. рекомендации) / М-во здравоохранения УССР; [Сост. Н. С. Пилипчук и др.]. — Киев: Б. и., 1985. — 27 с. : граф.
- «Оценка состояния и способы коррекции изменений сурфактантов легкого в комплексном лечении больных туберкулезом»: (Метод. рекомендации) / М-во здравоохранения УССР; [Сост. Н. С. Пилипчук и др.]. — Киев: Б. и., 1985. — 18 с.
- «Развитие пульмонологии на современном этапе»: Лекция прочит. зав. каф. туберкулеза с курсом пульмонологии Н. С. Пилипчуком на расшир. заседании учен. совета Киев. мед. ин-та им. А. А. Богомольца в актовый день 9 сент. 1985 г. — Киев: Б. и., 1986. — 23,[1] с.
- «Коррекция химиотерапии больных туберкулезом легких и хроническим легочным сердцем в зависимости от концентрации антибактериальных препаратов»: Метод. рекомендации / М-во здравоохранения УССР; [Пилипчук Н. С. и др.]. — Киев: Б. и., 1986. — 17 с.
- «Болезни органов дыхания» / Н. С. Пилипчук, В. Н. Молотков, Е. В. Андрущенко. — Киев: Вища шк., 1986. — 335,[1] с. : ил.
- «Методические рекомендации по лечению больных туберкулезом легких при хроническом алкоголизме» / М-во здравоохранения УССР; [Сост. Н. С. Пилипчук и др.]. — Киев: Б. и., 1986. — 17,[3] с.
- «Профилактика, диагностика и лечение заболеваний органов дыхания»: сборник научных трудов / Киевский мед. ин-т им. А. А. Богомольца ; под ред. Н. С. Пилипчука. — Киев: КМИ, 1986. — 222 с.
- «Туберкулез»: [Учеб. для мед. ин-тов] / Н. С. Пилипчук. — 4-е изд., перераб. и доп. — Киев: Вища шк., 1987. — 284,[1] с.
- «Туберкулезный менингоэнцефалит» / [О. М. Иванюта, Н. С. Пилипчук, В. Г. Назаренко и др.]. — Киев: Здоров'я, 1987. — 124, [2] с. : ил.
- «Лечение легочных кровохарканий и кровотечений»: методические рекомендации / Министерство здравоохранения УССР ; составители: Пилипчук Н. С. [и др.]. — Киев: Киевская книжная тип. научной книги, 1987. — 19, [4] с.
- «Особенности выявления, диагностики, клинического течения, лечения и профилактики туберкулеза у больных хроническим алкоголизмом»: (Метод. рекомендации) / Киев. мед. ин-т им. А. А. Богомольца; [Сост. Н. С. Пилипчук и др.]. — Киев: Б. и., 1987. — 21,[1] с.
- «Аэрозольтерапия при заболеваниях органов дыхания» / Н. С. Пилипчук, Р. Г. Процюк. — Киев: Здоров'я, 1988. — 157,[2] с. : ил.
- «Критические состояния в пульмонологии» / [Н. П. Чернобровый, Н. С. Пилипчук, А. С. Бориско и др.]; Под ред. Н. П. Чернобрового и др. — Киев: Здоровья, 1989. — 165,[2] с. : ил.

### Авторські свідоцтва на винаходи
- 1972 — «Аэрозольный ингалятор»
- 1978 — «Устройство для исследования двигательной функции мерцательного эпителия»
- 1985 — «Способ лечения туберкулеза легких, отягощенного хроническим алкоголизмом»
- 1986 — «Способ исследования состояния сурфактанта при туберкулезе легких»
- 1986 — «Устройство для измерения поверхностного натяжения жидкости»
- 1988 — «Способ лечения заболеваний легких, сопровождающихся повреждением сурфактанта»

## Нагороди

### Бойові
- орден Вітчизняної війни II ступеня
- медаль «За перемогу над Німеччиною у Великій Вітчизняній війні 1941—1945 рр.»
- медаль «За трудову доблесть»
- медаль «За доблесну працю у Великій Вітчизняній війні 1941—1945 рр.»
- медаль «20 років перемоги у Великій Вітчизняній війні 1941—1945 рр.»
- медаль «30 років перемоги у Великій Вітчизняній війні 1941—1945 рр.»
- медаль «40 років перемоги у Великій Вітчизняній війні 1941—1945 рр.»
- медаль «В ознаменування 100-річчя з дня народження Володимира Ілліча Леніна» («За військову доблесть»)

### Трудові
- 1991 — заслужений діяч науки і техніки України
- 1996 — премія НАН України імені Ф. Г. Яновського — за монографію «Ошибки в диагностике заболеваний легких»
- 1997 (посмертно) — Державна премія України в галузі науки і техніки — «за наукове розроблення і створення системи пульмонологічної допомоги в Україні»
- три нагрудні знаки «Переможець соціалістичного змагання»
- нагрудний знак «Відміннику охорони здоров'я»
- дві подяки Міністерства охорони здоров'я УРСР — «за досягнення в підготовці лікарських кадрів і розвиток медичної науки»
- грамота Державного комітету Ради міністрів УРСР у справах видавництв, поліграфії та книжкової торгівлі